# ارزقان
ارزقان (خمین)، روستایی از توابع بخش مرکزی شهرستان خمین در استان مرکزی ایران است. نام خانوادگی مردم این روستا همگی ایرانشاهی است. اکثر مردم این روستا به شهرهای کرج تهران کوچ کرده‌اند.

## جمعیت
این روستا در دهستان صالحان قرار دارد و براساس سرشماری مرکز آمار ایران در سال ۱۳۸۵، جمعیت آن ۱۵ نفر (۴خانوار) بوده است.